# 阿歷士·桑治
亞歷山大·迪米特里·桑治·比朗（Alexandre Dimitri Song Billong，1987年9月9日—），通稱亞歷士·宋（Alex Song），出生於喀麥隆杜阿拉，是一名前喀麥隆足球運動員，知名於效力阿森纳。他是喀麥隆名將尼高拔·桑治（Rigobert Song）的侄子，司職防守中場，也能客串中堅位置。2023年11月宣佈退役。

## 球會生涯
巴斯蒂亞
桑治於2003-2004年加入巴斯蒂亞青年隊。於翌季晉升上一隊並上陣34次。他在巴斯蒂亞時，受到幾家大球會（包括國際米蘭、曼聯、里昂和米杜士堡）的注意。可是，2005年至2006年球季，他在阿仙奴往奧地利的季前集訓時被領隊雲加看中，並以借用形式加盟。於2006年6月，阿仙奴同意以100萬英鎊買斷他，並簽下四年合約。
阿仙奴
桑治於2005年9月19日對愛華頓的英超聯賽以後備身份首次為阿仙奴上陣，最終球會以2:0取勝。其後，他亦有在歐聯上陣數次，並且在聯賽以舉行至最尾數場時，多次以正選姿態上陣，以取代需要養傷或休息的法比加斯和基拔圖施華。
於2007年1月9日，阿仙奴於聯賽盃8強作客晏菲路球場對利物浦，桑治為球會射入他自加盟以來首個入球，助球隊終以6:3大勝。
於2007年1月30日，桑治以借用形成加盟查爾頓，直到2006-07球季完結。 雖然他表現不錯，但查爾頓最終降班，而桑治則返回阿仙奴。
在2007-08球季，桑治在聯賽盃的賽事正選上陣，並擔任中堅，但他因被喀麥隆徵召參加2008年非洲國家盃，所以錯過了四強對熱刺的賽事，球會最後被淘汰。球隊於聯賽最後數場，亦以中堅身份正選上陣。令人最深刻的，是作客奧脫福球場對曼聯，由於正選中堅高路托尼需要頂替沙格拿擔任右後衛，而另一中堅辛德路斯因在歐聯八強的失誤以致信心動搖，所以改由他正選擔任中堅。然而其表現未如理想，多次出現防守失誤。
2009/10賽季，這是桑治成功的一季，在阿仙奴開季的前12場聯賽都以正選身入上陣。2009年11月25日，桑治與阿仙奴續約至2014年。 12月30日，桑治取得在阿仙奴的第二個入球，協助球隊以4-1擊敗樸茨茅夫。桑治在這賽季進步非常明顯，至現在已經成為球隊的絕對主力。
2010/11賽季，桑治於聯賽第四輪主場對保頓的賽事中攻入一個難度極高的精彩入球，協助球隊以4-1大勝。
2011/12賽季，前隊長法比加斯的離隊及韋舒亞的傷患，令桑治在陣中成為不可或缺的球員，作為防守中場的他整個賽季交出11次助攻，可謂能攻善守。
2012/13賽季，阿仙奴8月19日在官方網站宣佈，與巴塞隆拿對桑治的轉會達成協議。據披露，桑治這次的轉會費為1500萬英鎊，他和巴塞談妥了一份5年合約，毀約金高達8000萬歐元

## 國際隊生涯
雖然以前未為國家隊上陣，但桑治仍然被徵召參加2008年的非洲國家盃。他首次為國上陣是於第一場的分組賽，以4:2擊敗埃及，他半場入替，和他叔父尼高拔·桑治並肩作戰。在這比賽期間，桑治在喀麥隆的防守擔當重要的角色，更於四強賽事獲得喀麥隆最佳球員榮譽。可惜於決賽對埃及受傷，間接令球隊落敗。但他依然和國家隊隊友，現效力紐卡素的中場謝利美一起當選賽事最佳11人。（註：但他在最佳11人名單中，和原為中場的謝利美掉換位置，謝利美成為後衛，而桑治則成為中場。）
桑治憑藉在阿仙奴出色的表現而入選了喀麥隆出戰2010年世界盃的名單。

## 榮譽
個人
- 非洲國家盃最佳陣容：2008年、2010年

## 外部連結
- 阿歷士·桑治 – 法國職業足球聯賽数据 – 支持法语（已存档）
- 足球数据库：Alex Song的球员统计数据
- 阿仙奴官方 桑治檔案